# Saitis insectus
Espèce
Synonymes
- Prostheclina insecta Hogg, 1896

Saitis insectus est une espèce d'araignées aranéomorphes de la famille des Salticidae.

## Distribution
Cette espèce est endémique d'Australie. Elle se rencontre dans le centre de l'île-continent.

## Publication originale
- Hogg, 1896 : Araneidae. Report of the Horn expedition to central Australia. 2. Zoology, p. 309-356.